# ألبيندييغو
بلدية ألبيندييغو (بالإسبانية: Albendiego) هي بلدية تقع في مقاطعة غوادالاخارا التابعة لمنطقة كاستيا لا مانتشا وسط إسبانيا.

## الديموغرافيا
بلغ عدد سكان بلدية ألبيندييغو 43 نسمة عام 2011 (وفقاً للمعهد الوطني الإسباني للإحصاء).
| 63 | 52 | 43 | 38 | 39 | 43 |